# Madinat Sittah Uktobar
Madinat Sittah Uktobar (eller 6 oktober-staden, arabiska: مدينة السادس من أكتوبر, Madīnat as-Sādis min Uktōbar) är en stad i Egypten som är belägen i  guvernementet Giza och är en satellit till huvudstaden Kairo. Staden består av två administrativa områden, kismer, och har cirka 190 000 invånare. Den är en ny kosmopolitisk etablering cirka 35 km sydväst om centrala Kairo. I staden ligger ett antal universitet och dess befolkning utgörs följaktligen av en stor andel studenter av skiftande nationalitet.

## Etablering
Staden etablerades 1979 genom ett dekret av dåvarande presidenten Anwar Sadat. Dess yta uppgår till 400 km2 och planeras i framtiden uppgå till en befolkning av 3,7 miljoner. Staden utsåg till huvudort i guvernementet As-Sadis min Uktubar (6 oktober) i april 2008 men staden och guvernementet införlivades i Gizaguvernementet i april 2011.
Stadens namn är till minne av Egyptens framgång i Oktoberkriget som inleddes den 6 oktober 1973. Den 6 oktober är dessutom Arméstyrkornas dag i Egypten.